# Hyla chinensis
Espèce
Synonymes
- Hyla arborea var. chinensis Günther, 1858

Statut de conservation UICN

 LC  : Préoccupation mineure
Hyla chinensis est une espèce d'amphibiens de la famille des Hylidae.

## Répartition
Cette espèce se rencontre entre 200 et 1 000 m d'altitude, :
- en République populaire de Chine :
  - dans l'extrême Nord-Est du Guangxi ;
  - dans le Nord et l'Est du Guangdong ;
  - au Fujian ;
  - dans le sud du Jiangsu ;
  - au Shanghai ;
  - au Jiangxi ;
  - dans le Sud et l'Est du Hunan ;
  - au Zhejiang ;
  - dans le sud du Anhui ;
  - dans l'ouest du Hubei ;
  - dans l'extrême Sud du Henan ;
- à Taïwan.

Sa présence est incertaine dans la province de Vĩnh Phúc au Viêt Nam.

## Étymologie
Son nom d'espèce, composé de chin[e] et du suffixe latin -ensis, « qui vit dans, qui habite », lui a été donné en référence au lieu de sa découverte, la République populaire de Chine.

## Publications originales
- Günther, 1858 : Catalogue of the Batrachia Salientia in the collection of the British Museum (texte intégral).
- Günther, 1858 : Neue Batrachier in der Sammlung des Britischen Museums. Archiv für Naturgeschichte, vol. 24, no 1, p. 319-328 (texte intégral).